# Ryszard Konkolewski
Ryszard Konkolewski (* 20. Mai 1952 in Krzęcin) ist ein ehemaliger polnischer Radrennfahrer und nationaler Meister im Radsport.

## Sportliche Laufbahn
Konkolewski war im Bahnradsport aktiv. Er gewann 1981 beim Sieg von Ivan Kučírek und Pavel Martinek die Bronzemedaille im Tandemrennen bei den Bahnradsport-Weltmeisterschaften in Brno. Sein Partner auf dem Tandem war Zbigniew Płatek. Im Zeitfahren wurde er 16., im Sprint schied er im Vorlauf aus. Bei den Bahnradsport-Weltmeisterschaften 1973 startete er im Sprint, im Tandemrennen und im Zeitfahren.
Er errang insgesamt 14 nationale Titel im Bahnradsport. Auf dem Tandem gewann er 1971 mit Zygmunt Figiński, 1972 mit Krzysztof Kawała, 1980 und 1981 mit Zbigniew Płatek. Von 1981 bis 1983 siegte er im Zeitfahren, von 1983 bis 1986 in der Mannschaftsverfolgung. Im Zweier-Mannschaftsfahren holte er den Titel 1981 mit Bernard Kręczyński, 1982 und 1983 mit Waldemar Wójcik.

## Berufliches
Konkolewski betrieb einige Jahre lang ein Fotogeschäft in Berlin, später ein Hotel in Polen.